# Фабиола де Мора и Арагон
Фабиола де Мора и Арагон (на испански: Fabiola de Mora y Aragón) е испанска благородничка и кралица на белгийците през 1960 – 1993 година.

## Биография
Тя е родена на 11 юни 1928 година в Мадрид в благородническо семейство.
През 1960 година се жени за краля на белгийците Бодуен. Двамата нямат деца и след смъртта си Бодуен е наследен от по-малкия си брат Албер, след което кралица Фабиола се оттегля от активния обществен живот.
Фабиола де Мора и Арагон умира на 5 декември 2014 година в Брюксел.